# Sheikh Rasheed Ahmad

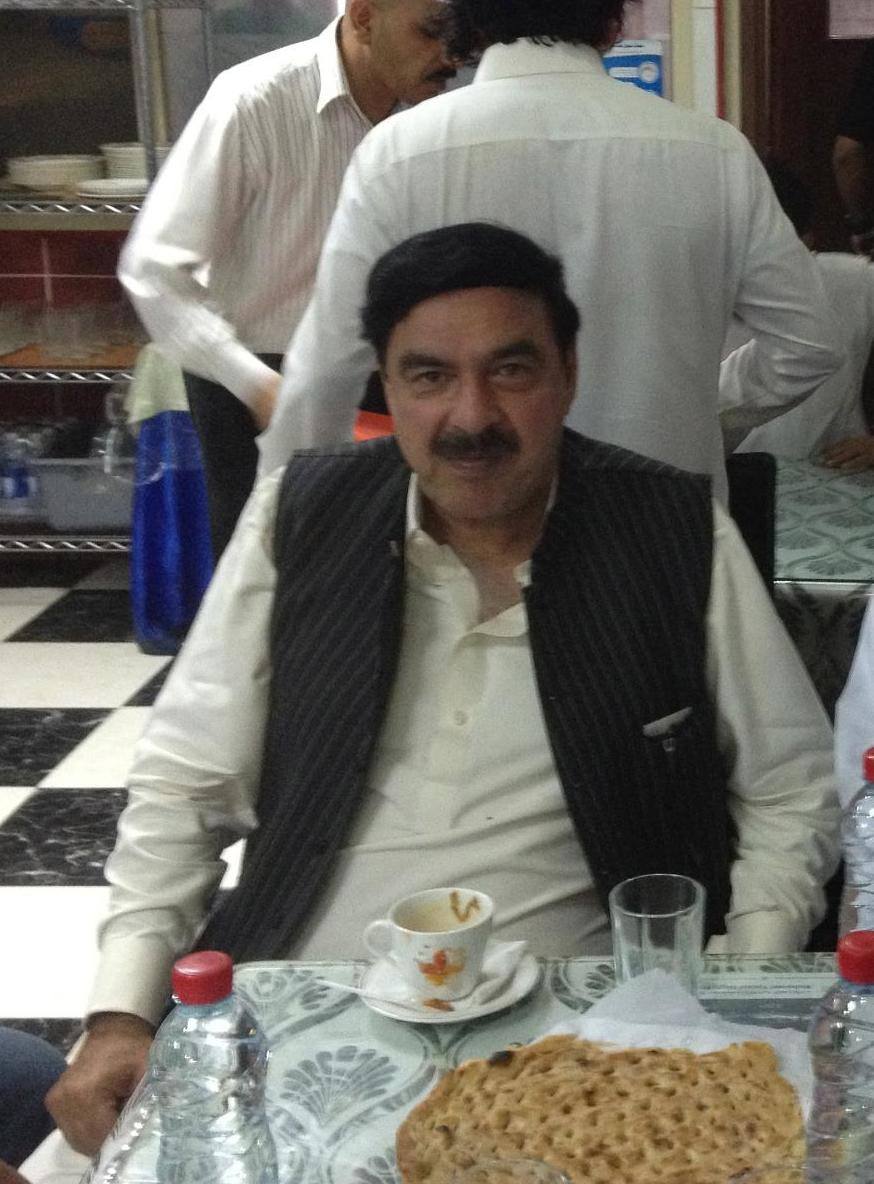
Sheikh Rasheed Ahmad, 2012

Sheikh Rasheed Ahmad (* 6. November 1950 in Rawalpindi) ist ein pakistanischer Politiker und der Führer der Awami Muslim League. Ahmed ist seit August 2018 Mitglied der Nationalversammlung Pakistans. Zuvor war er bereits von 1985 bis Mai 2018 Mitglied der Nationalversammlung. Vom 20. August 2018 bis 11. Dezember 2020 war Rasheed Eisenbahnminister Pakistans und von 12. Dezember 2020 bis 10. April 2022 Innenminister.
Als Premierminister Imran Khan aufgrund eines Misstrauensvotums sein Amt im April 2022 niederlegen musste, musste auch dessen Kabinett von den Ämtern zurücktreten.